# Lästmakargatan

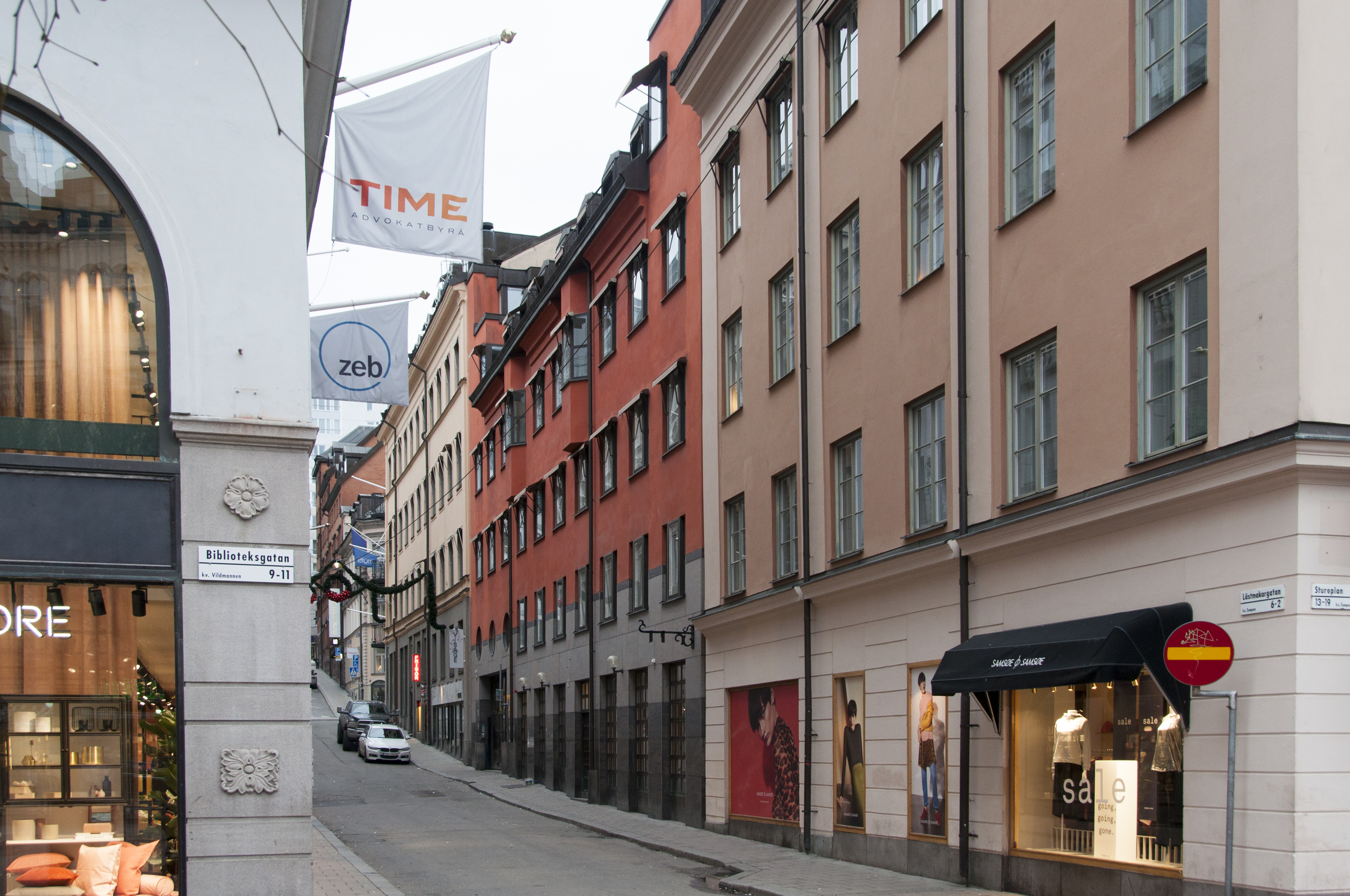
Lästmakargatan 2–6, vy västerut från Biblioteksgatan, 2018.

Lästmakargatan är en gata på Norrmalm i Stockholm. Gatan sträcker sig mellan Birger Jarlsgatan i öster och Regeringsgatan i väster. Sitt nuvarande namn fick gatan 1857.

## Historik

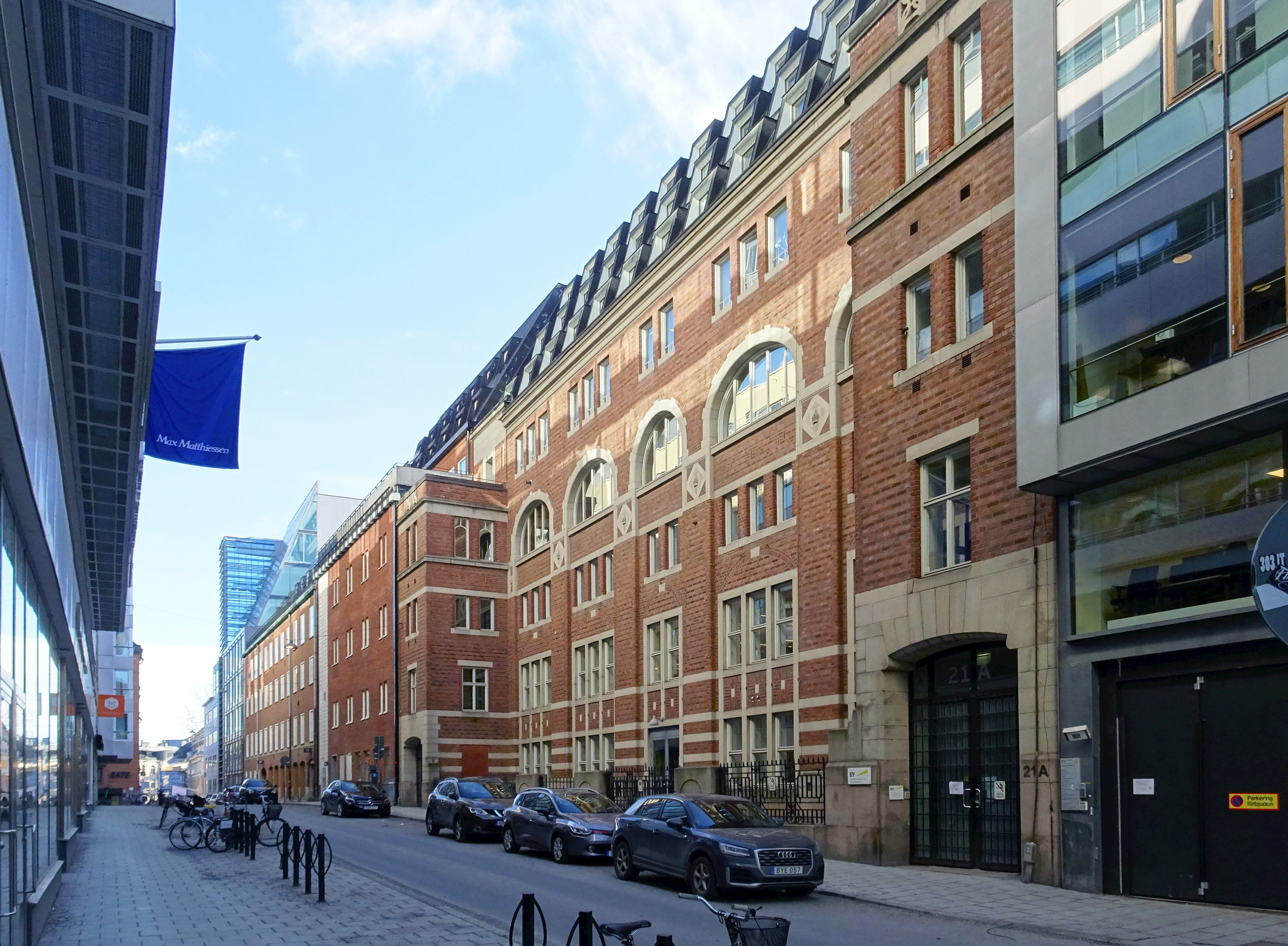
Lästmakargatan 23–13, vy österut från Regeringsgatan, 2021.

Gatans sträckning framgår första gången på en karta från 1642 och var ett resultat av den rutnätsplan som lades av stadsingenjören Anders Torstensson över trakten mellan Brunkebergsåsen och Rännilen (se Stadsplanering i Stockholm). Vid den tiden kallades gatan Backe gathun. ”Backe” syftade på Brunkeberget där gatan slutade. Ännu 1668 förekommer detta namn i Torstenssons tomtbok. Vid samma tid omtalas i nämnda tomtbok en Mårten Lästmakare i kvarteret Jericho och 1677 nämns Mäster Mårtin Mårtenssons Lästmakarens gårdh uthi lästmakare gatan. Därmed var gatunamnet etablerat åtminstone vid kvarteret Jericho. 
Gatuavsnittet längre österut kallades Dye Gränden, troligen på grund av det dyiga markområdet vid Rännilen. Gatans västra del omtalas i Torstenssons tomtbok som Kiötmånglaregatan, efter Jon Pädersson kiötmånglare (en köttmånglare var en sorts slaktare). På Petrus Tillaeus karta från 1733 kallas gatan Lästmakare gränd. Efterleden ”gränd” behöll gatan fram till 1857 då namnform Lästmakaregatan (med ”e”) fastställdes. På 1940-talet kom nuvarande stavning utan ”e”.

## Intressanta byggnader och verksamheter
- Lästmakargatan 2, här låg biografen Bostock mellan 1905 och 1985.
- Lästmakargatan 23 / Regeringsgatan 54, här låg Stockholms lyceum mellan 1839 och 1875.
- Lästmakargatan 21-23, här låg Wennberg & Ramstedt Ångkvarns AB under 1800-talets slut och 1900-talets början.
- Lästmakargatan 15-23, här uppfördes Televerkets hus i flera byggetapper mellan 1912 och 1939.